# Zills Tunnel

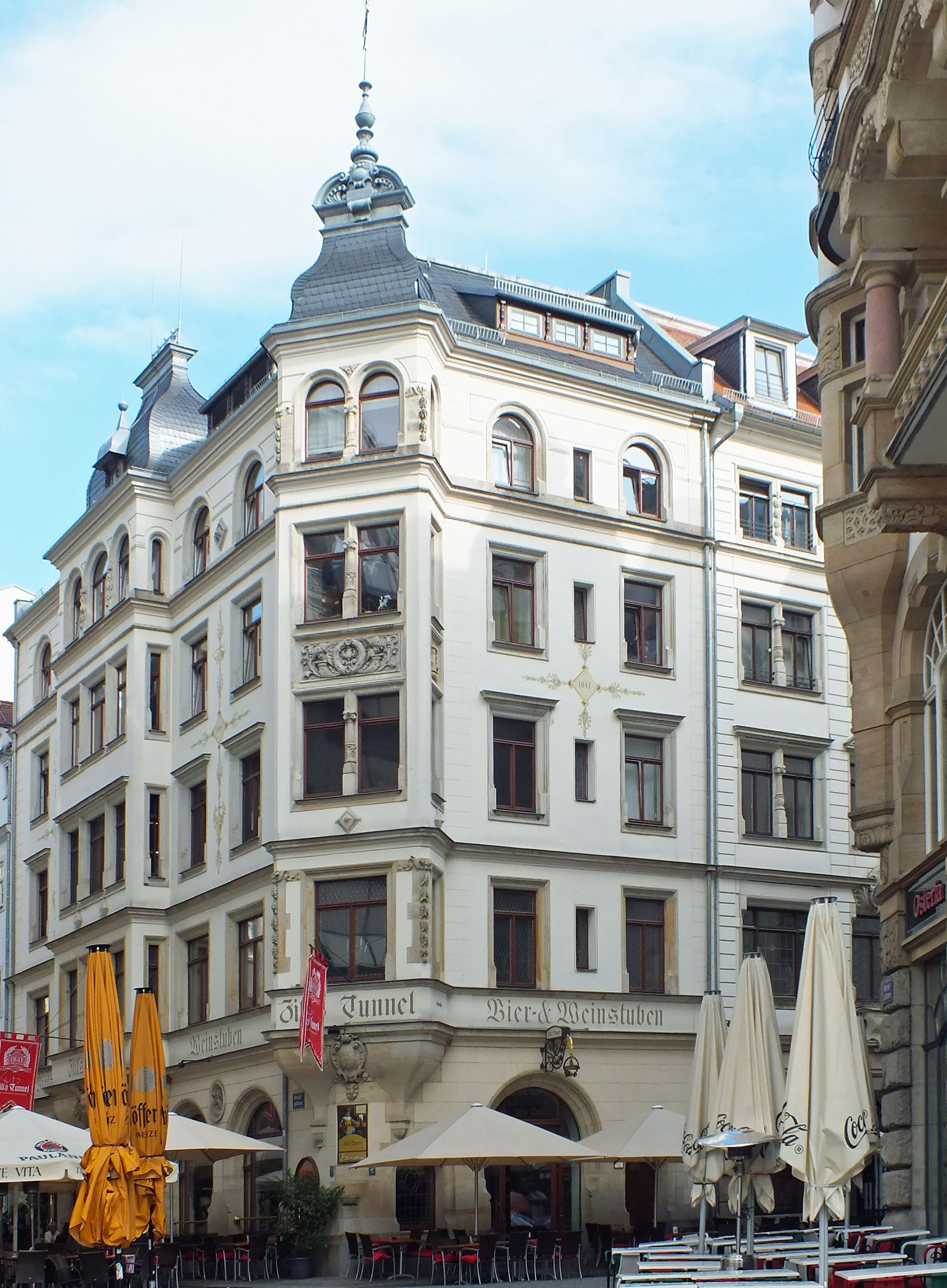
Zills Tunnel (2017)

Zills Tunnel ist eine traditionsreiche, seit 1841 unter diesem Namen bestehende, Gaststätte im Barfußgäßchen 9/Ecke Klostergasse in der Leipziger Innenstadt. Das Gebäude steht unter Denkmalschutz (ID 09298212).

## Baubeschreibung
Das in dieser Form seit 1888 bestehende fünfgeschossige Gebäude weist unterschiedliche Formen der deutschen, insbesondere der Leipziger Renaissance auf. Es besitzt nach dem Barfußgäßchen sieben und nach der Klostergasse zwei Fensterachsen. Das durch Malerei gequaderte Erdgeschoss ist über Rundbogenöffnungen für Türen und Fenster rhythmisch gegliedert. Ein Eckerker und ein Erker nach dem Barfußgäßchen, jeweils mit Schmuck tragenden Erkertürmchen, beleben die Fassade. Gurt- und Fenstergesimse sorgen für Rhythmik. Diese sowie die Fensterrahmungen sind in hellem Sandstein ausgeführt. Das Dach trägt drei breite Schleppgauben.
Nach dem Barfußgäßchen sind im Erdgeschoss zwei Medaillons vom Weingott Bacchus und einer Bacchantin gerichtet. In der Klostergasse hängt das kunstschmiedeeiserne Wirtshausschild. Zwischen zweitem und drittem Obergeschoss ist zwischen den Fensterachsen eine ornamentale Malerei angebracht.

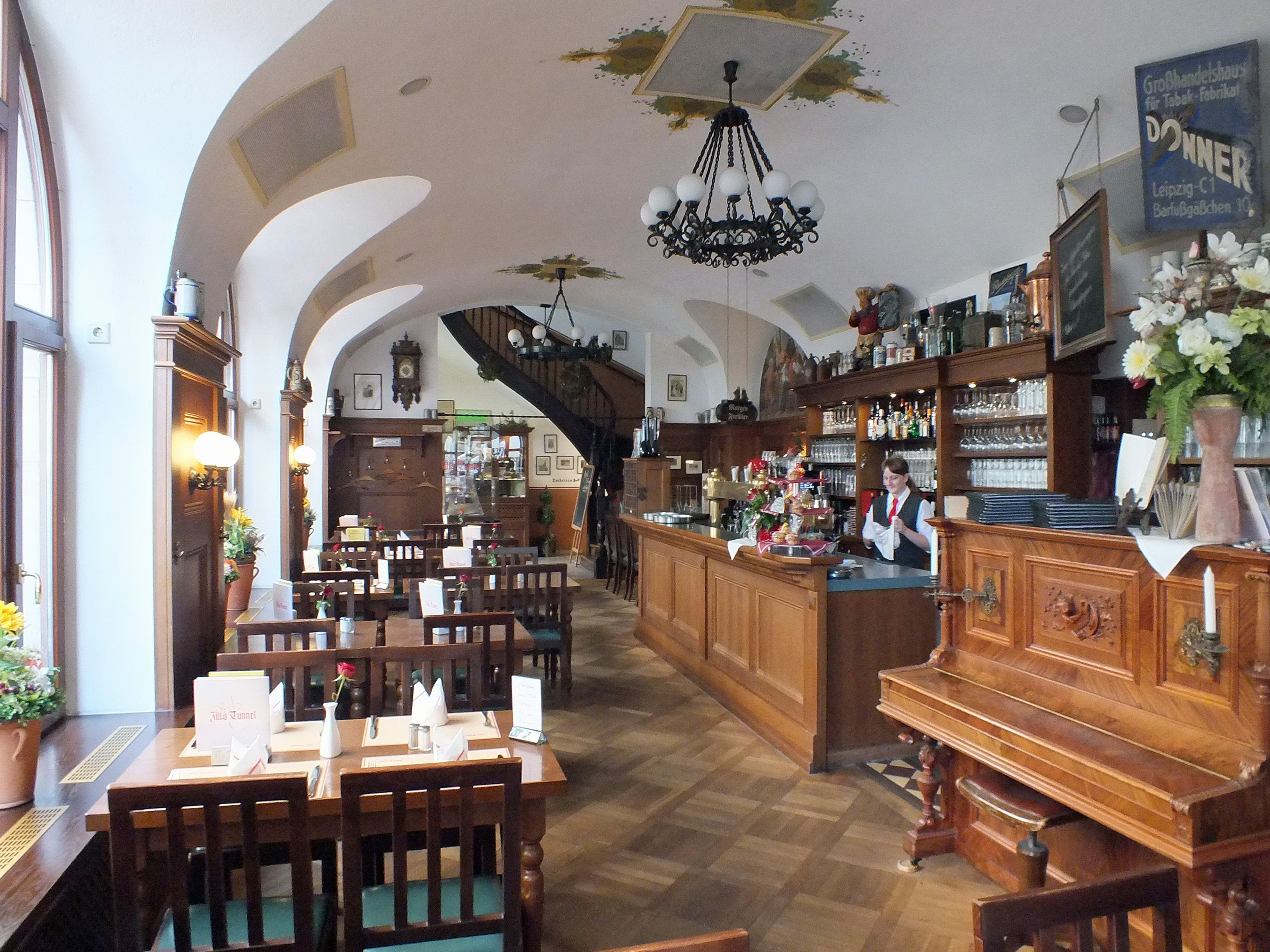
Bierstube
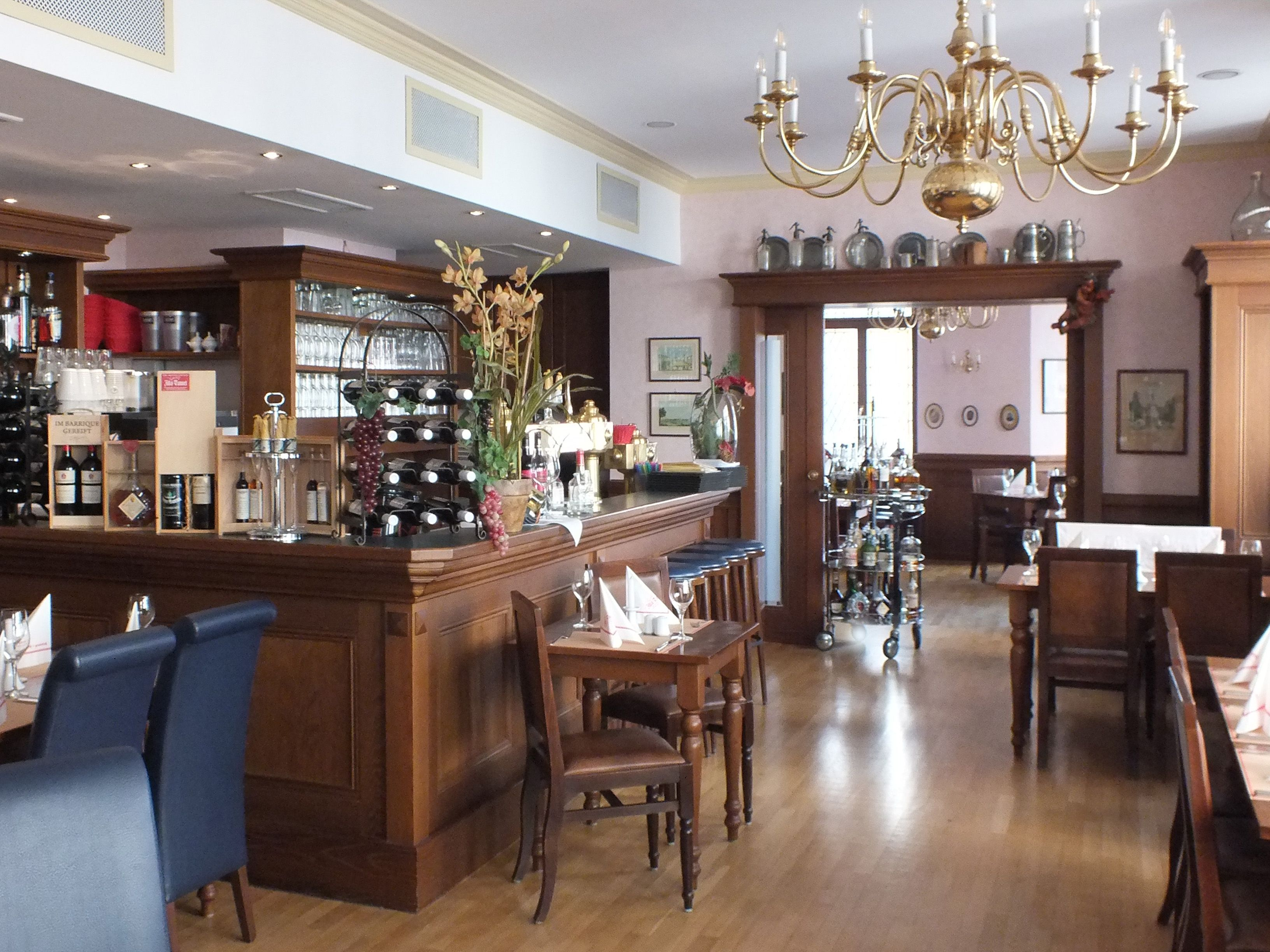
Weinstube
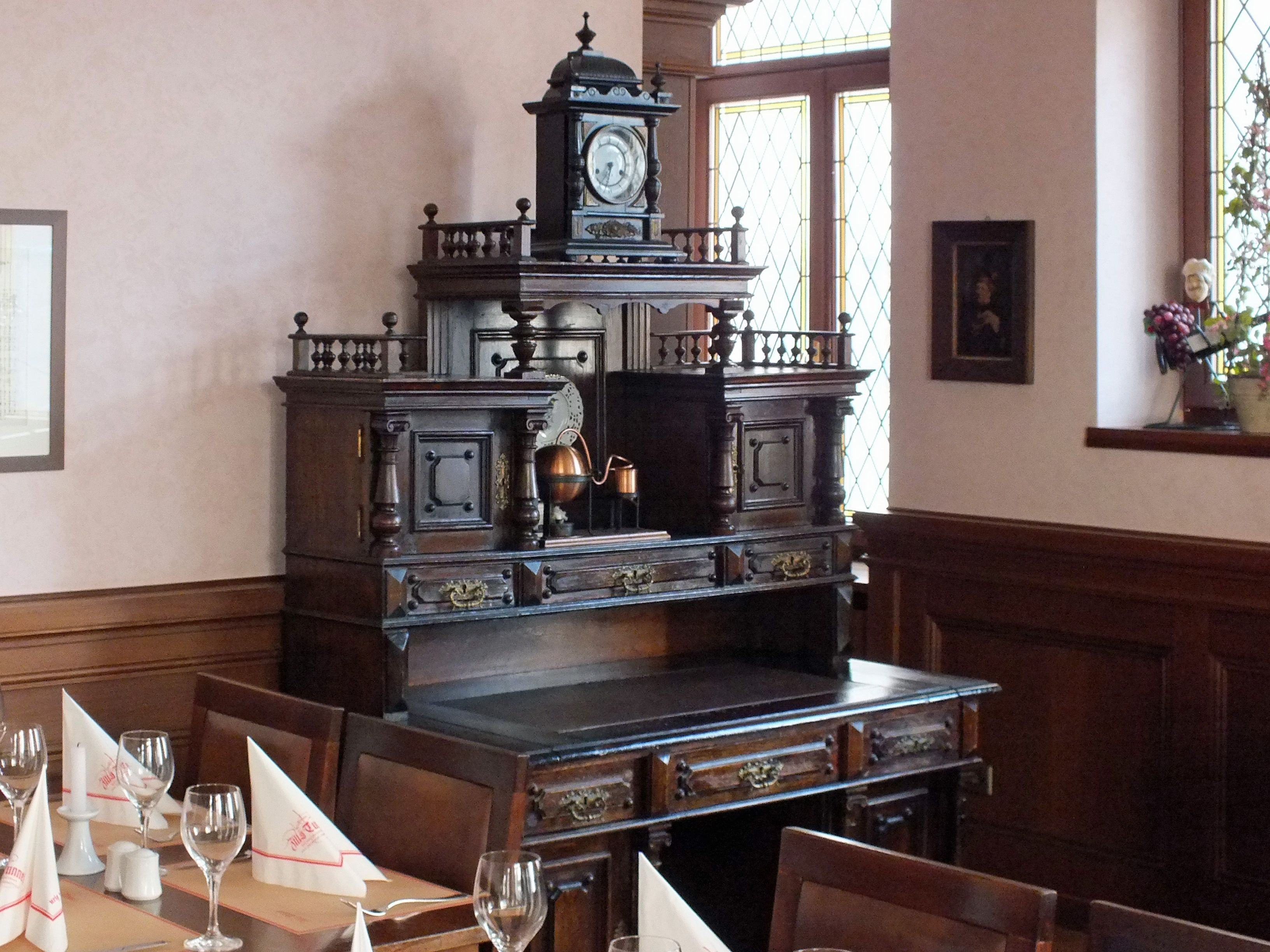
Erkerstube

Die im Erdgeschoss und im ersten Stock gelegenen Gasträume werden mit „Stuben“ bezeichnet und sind, an die Historie erinnernd, rustikal möbliert. Die Bierstube im Erdgeschoss hat 65 Plätze und ein Tonnengewölbe. Darüber liegt die Weinstube, an die sich die Erkerstube anschließt. Die vor allem für geschlossene Veranstaltungen vorgesehenen Klosterstube und Große Stube liegen im Erdgeschoss und ersten Stock des Nebengebäudes an der Klostergasse, wobei erstere einen separaten Eingang von der Klostergasse aus besitzt. Die oberen Etagen enthalten Fremdenzimmer.

## Geschichte
Auf dem Grundstück von Zills Tunnel befand sich im 18. Jahrhundert ein Kaffeehaus, das zunächst Weißleders Kaffeehaus und ab 1769 Schrepfers Kaffeehaus hieß. Johann Georg Schrepfer (1738–1774) hatte eine Konzession für Billardspiel sowie Kaffee- und Teeausschank. Er war aber auch ein Hochstapler und betätigte sich als Zauberkünstler und Geisterseher. 1772 gründete er eine Freimaurerloge. Logenversammlungen und Séancen hielt er auch in seinem Kaffeehaus ab.

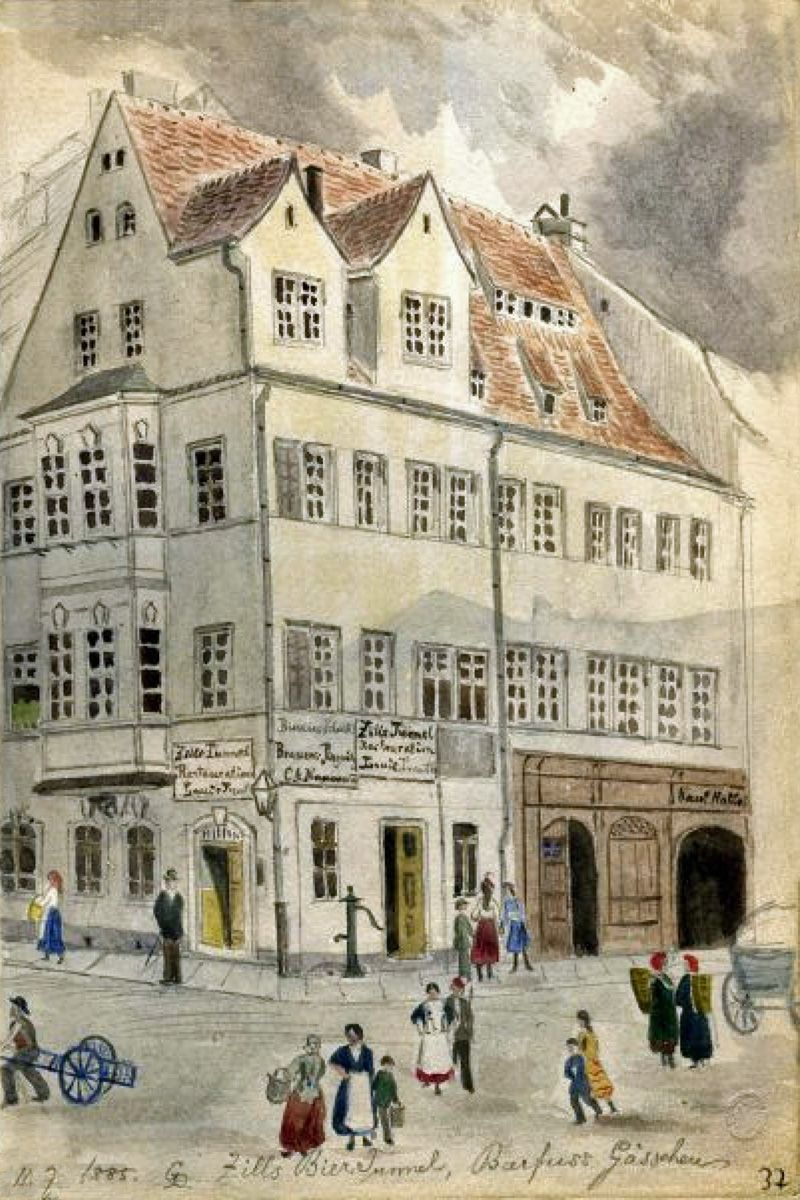
Zills Tunnel 1885, vor dem Abriss
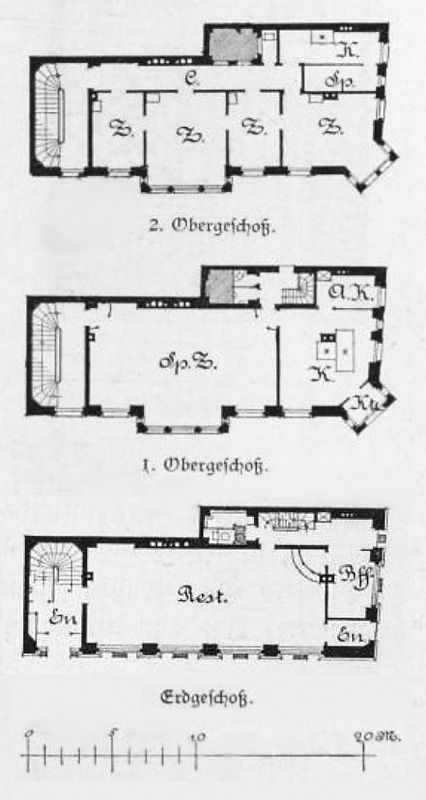
Grundrisse des Neubaus von 1888

Nach Schrepfers mysteriösem Tod betrieb von 1785 bis 1838 Heinrich Burckhardt hier einen Bierausschank, für den sich wegen der Gewölbedecke im Wirtsraum der Name Burckhardts Biertunnel einbürgerte. 1841 erwarb Johann Gottfried Zill († 1868) die Gaststätte, die nun den Namen Zills Tunnel erhielt.
1877 kaufte die Plagwitzer Brauerei C. W. Naumann, die drittgrößte zu dieser Zeit in Leipzig, das Grundstück Zills Tunnel und führte die Gaststätte noch zehn Jahre weiter. 1887 wurde das baufällige Gebäude abgerissen und innerhalb eines Jahres nach einem Entwurf der Leipziger Architekten August Hermann Schmidt (1858–1942) und Arthur Johlige (1857–1937) für 996.000 Mark unter Beibehaltung des eingeführten Namens neu errichtet. Der geringen Größe der Grundfläche wurde durch die beiden Erker an den Obergeschossen entgegengewirkt. Überdies wurden zwei angemietete Räume des Nachbargrundstücks in der Klostergasse per Durchbruch einbezogen.
Im Zweiten Weltkrieg vor Zerstörung verschont, veränderte die volkseigene Handelsorganisation (HO) als neuer Betreiber während der DDR-Zeit die historische Einrichtung des Hauses, unter anderem auch als sie im ersten Stock die bulgarische Nationalitätengaststätte Plovdiv einrichtete.
Bei der umfassenden Restaurierung im Jahr 2000 wurde unter Berücksichtigung der heutigen technischen Notwendigkeiten und Möglichkeiten (Fahrstuhl) der historische Zustand weitgehend wiederhergestellt. Das betrifft sowohl die malerische Gestaltung der Außenfassade als auch die Inneneinrichtung einschließlich des Mobiliars.

## Gäste
Die Wirte von Zills Tunnel sorgten im 19. Jahrhundert durch das Betreiben von langjährig existierenden Stammtischen mit prominenten Leipziger Bürgern für Umsatz und Renommee. Es gab berühmte Stammtische von Juristen, Schriftstellern und Musikern, aber auch von Handwerkern. Um 1850/60 saßen Leipziger Stadträte und Stadtverordnete an einem runden Mitteltisch. Deshalb scheint es plausibel, dass die Festmahle des Rates nach der ersten Sitzung im Jahr mit der legendären „Gelben Suppe“ mitunter hier stattfanden. Auch der Verein Tunnel über der Pleiße soll hier getagt haben.
An bekannten Persönlichkeiten sind als Beispiele der Schauspieler, Theaterleiter und Bühnendichter Roderich Benedix (1811–1873), der Schriftsteller und Übersetzer Adolf Böttger (1815–1870) und der Komponist, Redakteur und Musikschriftsteller Heinrich Pfeil (1835–1899) zu nennen. Der Komponist Viktor Nessler (1841–1890), dessen Oper Der Trompeter von Säckingen in Leipzig uraufgeführt wurde und der Chordirigent am Stadttheater und Kapellmeister am Carola-Theater war, galt ebenfalls als Stammgast in Zills Tunnel.
Der Komponist Carl Friedrich Zöllner (1800–1860), ab 1820 Gesangslehrer an der Leipziger Ratsfreischule und ab 1840 an der Thomasschule war die führende Persönlichkeit des mitteldeutschen Männerchorwesens. Er lud seine Freunde Felix Mendelssohn Bartholdy (1809–1847) und Robert Schumann (1810–1856) in Zills Tunnel ein. 1844 komponierte er nach dem Text von Wilhelm Müller (1794–1827) das zum Volkslied gewordene „Das Wandern ist des Müllers Lust“. Dessen Entstehung wird zwar mit dem Mühlenwehr in Oldisleben in Zusammenhang gebracht, es dürfte aber wohl erstmals in Zills Tunnel gesungen worden sein. Eine weitere Geschichte verbindet Zöllner mit Zills Tunnel. Nachdem er geprahlt hatte, jeden Text vertonen zu können, forderte man ihn auf, die Speisekarte zu komponieren, was er angeblich bis zum nächsten Morgen erledigte. Und es gibt tatsächlich von ihm den Titel „Der Speisezettel“, der heute noch vorgetragen wird.